# 明光路
明光路，中国安徽省合肥市的一条西北-东南向干道，得名自明光市，西北起瑶海区三角线桥接新蚌埠路与北一环路，经宿州路、炉桥路、胜利路、长江东路、长江东大街、芜湖路、大通路、和平路，东南至瑶海区裕溪路立交桥通东一环路、裕溪路和宋斗湾路。明光路已建成全长3.6公里，沿路有老火车站、合肥汽车站、和平广场、裕丰花市等。